# Kindergarten Wars
Kindergarten Wars (幼稚園 WARS?, Yōchien Wars) è un manga scritto e disegnato da Yu Chiba. Viene serializzato dal 15 settembre 2022 sul sito web e sull'applicazione Shōnen Jump+ di Shūeisha.

## Trama
La storia si svolge nel Kindergarten Noir, noto come "l'asilo più sicuro del mondo". Ospitando i figli di politici, celebrità, uomini d'affari e altri VIP, il Kindergarten Noir li protegge da aspiranti assassini e rapitori impiegando ex criminali come insegnanti in cambio di sconti di pena. Rita, conosciuta anche come Convict #999, è un'ex assassina che si ritrova a lavorare al Kindergarten Noir, sia per ottenere una riduzione della pena agendo come guardia del corpo, sia per trovare un bel ragazzo lungo la strada.

## Pubblicazione
Il manga, scritto e disegnato da Yu Chiba, viene serializzato dal 15 settembre 2022 sul sito web e sull'applicazione Shōnen Jump+ di Shūeisha. Inizialmente pubblicata nel programma Rookies di Jump come "manga indipendente", nel marzo 2023 Shūeisha ha annunciato che sarebbe diventata una serie regolare. I capitoli vengono raccolti in volumi tankōbon a partire dal 3 marzo 2023. Al 4 agosto 2025 i volumi totali ammontano a 15.
In Italia la serie è stata annunciata durante il Lucca Comics & Games 2023 da Panini Comics che la pubblica sotto l'etichetta Planet Manga nella collana Manga Choice a partire dal 3 ottobre 2024.
La serie viene distribuita anche in Francia da Ki-oon e in Germania da Loewe Verlag. Il servizio Manga Plus di Shūeisha pubblica i capitoli della serie in inglese in formato digitale.

### Volumi
| 1  | 3 marzo 2023 | ISBN 978-4-08-883486-3 | 3 ottobre 2024   | ISBN 979-12-21903-48-5 (ed. variant) |
| 1  | Capitoli - 1. Bellone moro (黒髪イケメン?, Kurokami ikemen) - 2. Bellone biondo (金髪イケメン?, Kinpatsu ikemen) - 3. Doug (ダグ?, Dagu) - 4. Niente belloni (イケメンなし?, Ikemen nashi) - 5. Nuovo arrivo (新入社員?, Shin'nyū shain) - 6. Hana (ハナ?, Hana) - 7. La famiglia Bradley (ブラッドリー一家?, Buraddorī ikka)                                          |                        |                  |                                      |
| 2  | 4 aprile 2023 | ISBN 978-4-08-883488-7 | 12 dicembre 2024 | —                                    |
| 2  | Capitoli - 8. Fratello e sorella (兄と妹?, Ani to imōto) - 9. La strega (魔女?, Majo) - 10. Non c'è da preoccuparsi (大丈夫?, Daijōbu) - 11. Gordon (ゴードン?, Gōdon) - 12. Luke (ルーク?, Rūku) - 13. Il trio (3人?, 3-ri) - 14. Il male (悪?, Waru) - 15. Natasha (ナターシャ?, Natāsha) - Bonus                                                                    |                        |                  |                                      |
| 3  | 2 maggio 2023 | ISBN 978-4-08-883506-8 | 13 febbraio 2025 | —                                    |
| 3  | Capitoli - 16. Un giocattolo che non si rompe (壊れないおもちゃ?, Kowarenai omocha) - 17. Voglio solo essere amata (愛されたいだけ?, Aisaretai dake) - 18. Divertente (楽しい?, Tanoshī) - 19. Sola (ひとりぼっち?, Hitori botchi) - 20. Guerra (戦争?, Sensō) - 21. Bellone abbronzato (褐色イケメン?, Kasshoku ikemen) - Bonus 2                                     |                        |                  |                                      |
| 4  | 4 luglio 2023 | ISBN 978-4-08-883541-9 | 10 aprile 2025   | —                                    |
| 4  | Capitoli - 22. Balliamo (踊りましょう?, Odorimashou) - 23. L'ora dei saluti (さよならのお時間?, Sayonara no o jikan) - 24. Lavoro di squadra (チームワーク?, Chīmuwāku) - 25. Spazio (宇宙?, Uchū) - 26. Bacio (キス?, Kisu) - 27. Calma e sangue freddo (冷静?, Reisei) - 28. Secondo lavoro (副業?, Fukugyō) - 29. Kingyoya (金魚屋?, Kingyo-ya) - Bonus 3           |                        |                  |                                      |
| 5  | 4 settembre 2023 | ISBN 978-4-08-883640-9 | 12 giugno 2025   | —                                    |
| 5  | Capitoli - 30. Il palettista (ポイ使い?, Poi tsukai) - 31. Gara esplosiva di vanto fraterno (お兄ちゃん自慢爆弾大会?, O nīchan jiman bakudan taikai) - 32. Scontro serio (真剣勝負?, Shinken shōbu) - 33. Natsuki (ナツキ?, Natsuki) - 34. Libertà (自由?, Jiyū) - 35. Minejima (ミネジマ?, Minejima) - 36. L'uomo della mia vita (運命の人?, Unmei no hito) - Bonus 4 |                        |                  |                                      |
| 6  | 2 novembre 2023 | ISBN 978-4-08-883702-4 | 7 agosto 2025    | —                                    |
| 6  | Capitoli - 37. Pioggia (雨?, Ame) - 38. Cicatrici (火傷痕?, Hi kizuato) - 39. Solitudine (さみしい?, Samishī) - 40. Prova (証明?, Shōmei) - 41. Ex ragazza (元カノ?, Moto kano) - 42. Battaglia per la supremazia (元カノマウントバトル大会?, Moto Kanomaunto Batoru taikai) - 43. Ninna nanna (子守唄?, Komori-uta) - 44. Sicari (刺客?, Shikaku) - Bonus 5           |                        |                  |                                      |
| 7  | 4 gennaio 2024 | ISBN 978-4-08-883842-7 | 9 ottobre 2025   | —                                    |
| 7  | Capitoli - 45. (かわいい系執事イケメン?, Kawaī kei shitsuji ikemen) - 46. (掃除ロボ使い?, Sōji robo tsukai) - 47. (5姉妹?, 5-shimai) - 48. (少女マンガ最強プレゼンテーション?, Shōjo manga saikyō Purezentēshon) - 49. (タフ?, Tafu) - 50. (トレイシー?, Toreishī) - 51. (人殺し?, Hitogoroshi) - 52. (新入社員その 2?, Shin'nyū shain sono 2)                         |                        |                  |                                      |
| 8  | 4 marzo 2024 | ISBN 978-4-08-883860-1 | —                | —                                    |
| 8  | Capitoli - 53. (わかった?, Wakatta) - 54. (戻りましょう?, Modorimashou) - 55. (先輩風?, Senpai-fū) - 56. (ピザパーティ?, Piza Pāti) - 57. (ライラ?, Raira) - 58. (アオバ?, Aoba) - 59. (ただ?, Tada) |                        |                  |                                      |
| 9  | 2 maggio 2024 | ISBN 978-4-08-884034-5 | —                | —                                    |
| 9  | Capitoli - 60. (追憶?, Tsuioku) - 61. (一目惚れ?, Hitomebore) - 62. (わからない?, Wakaranai) - 63. (ネズミの楽園?, Nezumi no rakuen) - 64. (泣きやんで?, Nakiyan de) - 65. (ヒーロー?, Hīrō) - 66. (無情?, Mujō) - 67. (生きたい?, Ikitai) |                        |                  |                                      |
| 10 | 4 luglio 2024 | ISBN 978-4-08-884091-8 | —                | —                                    |
| 10 | Capitoli - 68. (せめて?, Semete) - 69. (あなたに?, Anata ni) - 70. (普通?, Futsū) - 71. (不良系オラオライケメン?, Furyōkei ora ora ikemen) - 72. (ドキドキ☆お着替えタイム?, Dokidoki☆okigae Taimu) - 73. (大騒ぎ?, Ōsawagi) - 74. (そこんとこよろしく?, Sokon toko yoroshiku)                                                                                          |                        |                  |                                      |
| 11 | 4 settembre 2024 | ISBN 978-4-08-884186-1 | —                | —                                    |
| 11 | Capitoli - 75. (ヨシテル?, Yoshiteru) - 76. (緑幇?, Ryūban) - 77. (脳筋作戦?, Nōkin sakusen) - 78. (ドキドキ☆拷問タイム?, Dokidoki☆gōmon Taimu) - 79. (2回目?, Ni kaime) - 80. (久しぶり?, Hisashiburi) - 81. (業火?, Gōka) |                        |                  |                                      |
| 12 | 1º novembre 2024 | ISBN 978-4-08-884264-6 | —                | —                                    |
| 12 | Capitoli - 82. (もし?, Moshi) - 83. (嫌いだった?, Kiraidatta) - 84. (優しさ?, Yasashisa) - 85. (信じてます?, Shinjitemasu) - 86. (わかってる?, Wakatteru) - 87. (理解できない?, Rikaidekinai) - 88. (BIG LOVE?) |                        |                  |                                      |
| 13 | 4 gennaio 2025 | ISBN 978-4-08-884345-2 | —                | —                                    |
| 13 | Capitoli - 89. (ポイジャグリング?, Poi Jaguringu) - 90. (ダグのいちにち?, Dagu no ichinichi) - 91. (筋肉爆弾星?, Supākuringu Shainingu Sutāfu Ito) - 92. (ヴァン?, Van) - 93. (元カレ?, Moto kare) - 94. (ダグのいちにち?, Rita no ichinichi) - 95. (踊ろう?, Odorou)                                                                                                  |                        |                  |                                      |
| 14 | 4 aprile 2025 | ISBN 978-4-08-884426-8 | —                | —                                    |
| 14 | Capitoli - 96. (おかえり?, Okaeri) - 97. (落ちこぼれ?, Ochikobore) - 98. (アニタ?, Anita) - 99. (お互たがい様?, Otagaisama) - 100. (リタ?, Rita) - 101. (覚えておけ?, Oboete oke) - 102. (ごっこ?, Gokko) |                        |                  |                                      |
| 15 | 4 agosto 2025 | ISBN 978-4-08-884627-9 | —                | —                                    |
| 15 | Capitoli - 103. (出会った時から?, Deatta toki kara) - 104. (ルイ?, Rui) - 105. (シルビア?, Shirubia) - 106. (夜と海?, Yoru to umi) - 107. (細氷?, Sunō Dasuto) - 108. (2人一緒?, Futari issho) - 109. (曖昧?, Aimai) |                        |                  |                                      |

### Capitoli non ancora in formatotankōbon
Questa lista è suscettibile di variazioni e potrebbe essere incompleta o non aggiornata.

- 110.  (漁業殺し屋?, Gyogyō koroshiya)

## Accoglienza
La serie si è classificata terza al Next Manga Award 2023 nella categoria web manga. Si è classificata al nono posto nel sondaggio "Most Wanted Anime Adaptation" di AnimeJapan nel 2024.